# حرب النجوم الجزء التاسع: ذا رايز أوف سكايووكر

## خلفية
أعلن عن الفيلم بعد شراء ديزني لستدويهات لوكاس فيلم في أكتوبر / تشرين الأول 2012 و أن كولين ترفور سيكون مخرج الفيلم في أغسطس 2015. في أيلول / سبتمبر 2017 ، ترفرو  ترك المشروع بسبب الاختلافات الإبداعية ؛ التصوير بدأ في آب / أغسطس عام 2018 في استوديوهات باينوود في لندن. الحلقة التاسعة من المتوقع أن تصدر في 20 ديسمبر 2019 في الولايات المتحدة.

## الطاقم
راي (تلعب دورها : ديزي ريدلي) 

### التصوير
التصوير بدأ في آب / أغسطس 1, 2018, في استوديوهات باينوود ‏ في لندن, إنجلترا. ومن المتوقع أن يكتمل بحلول شباط / فبراير عام 2019.

## الموسيقى
في 10 كانون الثاني / يناير 2018 ، ذكر أن جون وليامز مؤلف الموسيقي  للافلام الثمانية السابقة، سيكون هو مؤلف موسيقي  الحلقة التاسعة. الشهر التالي، أعلن ويليامز أن الحلقة التاسعة سيكون آخر فيلم  يألف له الموسيقي في عالم حرب النجوم.

## الإصدار
حرب النجوم: الحلقة التاسعة من المقرر أن يصدر في 20 ديسمبر 2019 ، في الولايات المتحدة. كان من المقرر أن يصدر في 24 مايو 2019.

## وصلات خارجية
- حرب النجوم: الحلقة التاسعة على موقع IMDb (الإنجليزية)
- حرب النجوم: الحلقة التاسعة على موقع ميتاكريتيك (الإنجليزية)
- حرب النجوم: الحلقة التاسعة على موقع روتن توميتوز (الإنجليزية)
- حرب النجوم: الحلقة التاسعة على موقع قاعدة بيانات الأفلام العربية
- حرب النجوم: الحلقة التاسعة على موقع ألو سيني (الفرنسية)
- حرب النجوم: الحلقة التاسعة على موقع Turner Classic Movies (الإنجليزية)
- حرب النجوم: الحلقة التاسعة على موقع أول موفي (الإنجليزية)
- حرب النجوم: الحلقة التاسعة على موقع بوكس أوفيس موجو (الإنجليزية)
- حرب النجوم: الحلقة التاسعة على موقع فيلمافينيتي (الإسبانية)
- حرب النجوم: الحلقة التاسعة على موقع قاعدة بيانات الأفلام السويدية (السويدية)